# Mariano Felipe Paz Soldán
Mariano Felipe Paz Soldán y Ureta  (Arequipa, 22 de agosto de 1821 - Lima, 31 de diciembre de 1886) fue un historiador y geógrafo peruano. Se le considera el fundador de la moderna historiografía peruana, siendo su aporte más valioso su monumental Historia del Perú independiente, que fue por mucho tiempo el único estudio documentado de las primeras décadas de la República peruana. Es también autor de un Atlas geográfico del Perú, el primero de su género (1865), y de la Narración histórica de la guerra de Chile contra Perú y Bolivia, la primera historia peruana de la guerra del Pacífico (1883). Como hombre de Estado fue ministro de Relaciones Exteriores (1857) y ministro de Justicia e Instrucción (1869-1870 y 1878-1879).

## Biografía
Fue hijo de Manuel Paz Soldán (Ministro Tesorero de las Reales Cajas de Arequipa) y Gregoria de Ureta Araníbar, y hermano de Mateo Paz Soldán (matemático y astrónomo), José Gregorio Paz Soldán (político y diplomático), Pedro Paz Soldán (abogado y político) y Mariano Domingo Paz Soldán, quien marchó al Alto Perú con el Libertador Bolívar y radicó allí, donde formó la familia Paz Soldán de Bolivia, siendo el célebre escritor boliviano Edmundo Paz Soldán su descendiente directo.
Estudió en el Seminario de San Jerónimo de su ciudad natal y luego pasó a la Universidad Nacional de San Agustín donde estudió derecho. En 1843 se recibió de abogado, y después de desempeñar algunos cargos judiciales menores, fue acreditado como secretario de legación en República de Nueva Granada (Colombia) en 1853.
Fue comisionado por el gobierno de José Rufino Echenique para viajar a los Estados Unidos donde visitó cárceles, panópticos y casas de corrección de los estados de Maryland, Pensilvania, Nueva York, Massachusetts y del distrito de Columbia, en la ciudad de Washington. De vuelta al Perú, expuso sus planes para el establecimiento de un modelo penitenciario en Lima, que lo llevó a cabo con el apoyo del presidente Ramón Castilla (segundo gobierno). Ese fue el origen de la célebre Penitenciaría de Lima, llamada también El Panóptico. En  enero de 1857 fue nombrado ministro de Relaciones Exteriores, pero renunció a las pocas semanas debido a fuertes discrepancias con el presidente, lo que no le privó de la estimación de este.

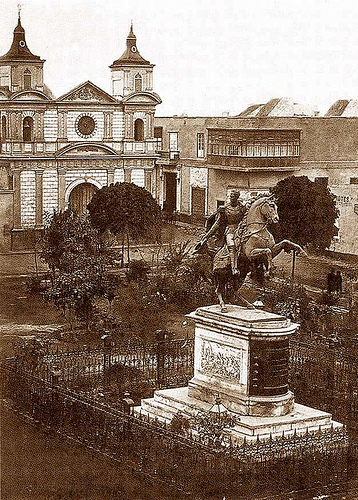
Vista de la Plaza Bolívar de Lima y del Monumento a Simón Bolívar en el.

En 1860, Castilla lo nombró Director de Obras Públicas, cargo que ejerció hasta 1865, y desde el cual favoreció los estudios de las vías de comunicación de Mollendo a Arequipa, y de Lima a Jauja, así como la construcción de varios muelles. Luego pasó a ser director general de Contribuciones (1866-1867) y Superintendente de la Escuela de Artes y Oficios (1868), y como tal erigió la estatua ecuestre de Simón Bolívar en Lima. También estuvo interesado en la reforma monetaria que buscó la retirada de circulación de las monedas bolivianas (moneda feble o de baja ley), que habían invadido todo el sur peruano. 
En 1865, publicó su Gran Atlas de la República del Perú, y, en 1868, el primer volumen de su Historia de Perú independiente, que empieza en el año 1819, en vísperas de la independencia. Le siguieron dos volúmenes más, con los que se completó la historia hasta el año 1827; otras obras históricas suyas continuaron la historia republicana hasta 1839 y se publicaron después de su muerte por obra de su hijo y su nieto.
El 28 de octubre de 1869, asumió como Ministro de Justicia, Instrucción y Culto, bajo el gobierno constitucional de José Balta. Interinamente se encargó del ministerio de Guerra y Marina, en enero de 1870. Su labor ministerial se orientó principalmente al ramo de la Educación, fijando las sumas presupuestarias para el funcionamiento de escuelas y los sueldos de los profesores, así como la organización y el aumento de las cátedras universitarias. Pero poco después se retiró de la vida pública para dedicarse a su gran obra enciclopédica, el Diccionario geográfico-estadístico del Perú, el cual fue publicado en 1877. 
Nuevamente fue nombrado ministro de Justicia e Instrucción (1878-1879), bajo el gobierno constitucional del general Mariano Ignacio Prado. Interinamente se hizo cargo de la Cancillería, en mayo de 1879, en plena guerra con Chile. Ocupada Lima por las tropas chilenas, al igual que muchos de sus compatriotas buscó refugio en Buenos Aires, donde fue nombrado profesor en el Colegio Nacional Buenos Aires y donde escribió y publicó una historia de aquella guerra (1884). En Argentina (donde prácticamente cobró carta de ciudadanía) se destacó por recopilar datos geográficos e históricos y supervisar la edición del célebre Gran Atlas de la República Argentina o Atlas geográfico Argentino (editado -post mortem- en 1887, por Félix Lajouane). Retornó al Perú en 1885 y falleció poco después en Lima.

## Publicaciones

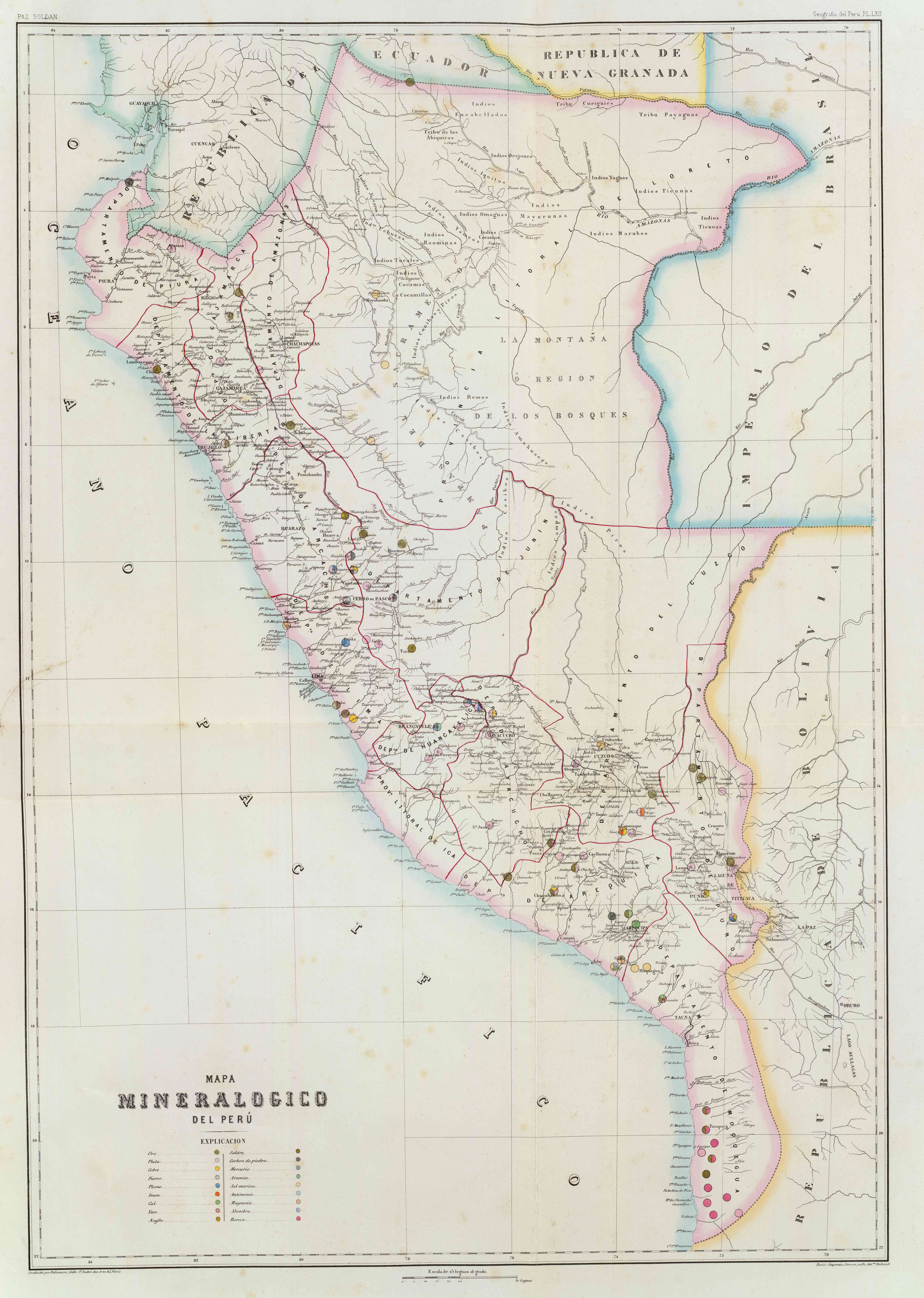
Mapa mineralógico del Perú.

- Índice alfabético del Código Civil y de Enjuiciamientos y de Reglamento de Tribunales (Lima, 1853), obra de divulgación legista, muy útil para su época.
- Geografía del Perú (Lima, 1860), obra inédita de su hermano Mateo Paz Soldán (fallecido en 1857), que publicó con numerosas adiciones y un apéndice bibliográfico.
- Atlas geográfico del Perú (París, 1865), con bellas litografías, mapas e ilustraciones, es el primer atlas del Perú republicano.
- Diccionario geográfico del Perú (Lima, 1877 y 1885).
- Historia del Perú independiente 1819-1827. Primer y segundo periodo (Lima, 1868-1874, 2 tomos, en 3 volúmenes) sin duda su obra histórica más importante, provista de un impresionante acopio documental. Dos continuaciones se publicaron póstumamente Historia del Perú independiente 1835-1839. Cuarto periodo o apéndice (Lima, 1888) por su hijo Carlos Paz Soldán e Historia del Perú independiente 1827-1833. Tercer periodo (Lima, 1929) por su nieto Luis Felipe Paz Soldán.
- Biblioteca Peruana (1879), la primera bibliografía especializada sobre el Perú.
- Narración histórica de la guerra de Chile contra Perú y Bolivia (Buenos Aires, 1883; reeditada por Carlos Milla Batres en 1979), obra ya clásica sobre la guerra del guano y del salitre desatada por Chile contra el Perú y Bolivia.
- Diccionario geográfico estadístico de la República Argentina (Buenos Aires, 1885).
- Atlas geográfico de la República Argentina (Buenos Aires, 1887, edición póstuma).

Además, fundó la Revista Peruana (1879-1880), la primera revista especializada de historia en su país.